# Confolens (comuna delegada)
Confolens era una comuna francesa situada en el departamento de Charente, de la región de Nueva Aquitania, que el uno de enero de 2016 pasó a ser una comuna delegada de la comuna nueva de Confolens al fusionarse con la comuna de Saint-Germain-de-Confolens.

## Demografía
| Gráfica de evolución demográfica de Confolens (comuna delegada) entre 1800 y 2013 |
|                                                                                   |

Los datos demográficos contemplados en este gráfico de la comuna de Confolens se han cogido de 1800 a 1999 de la página francesa EHESS/Cassini, y los demás datos de la página del INSEE.

## Lugares y monumentos
- Pont Vieux (puente viejo), construido en el siglo XII y modernizado a inicios del XIX.
- Porte de ville (puerta de la ciudad).
- Donjon del siglo XI.
- Viviendas medievales de la Rue Pinaguet.
- Iglesia de Saint Maxime.
- Iglesia de Saint Barthélemy.

## Personas vinculadas
- Émile Roux, bacteriólogo.